# Estrella radiada de 5 céntimos

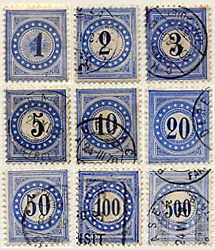
Serie de sellos de multa, 1878.

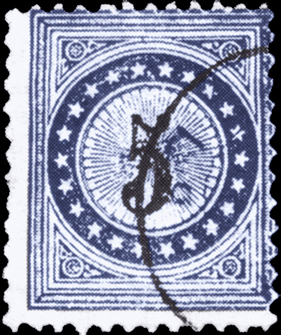
5 c Estrella radiada, Suiza, 1878.

 Estrella radiada de 5 céntimos (inglés: 5c Rayed Star) – el nombre filatélico de la más fina variedad de la estampilla de multa de la primera edición suiza de 1878.

## Descripción y status
Rareza creada e impresa en el marco de las series de nueve sellos postales color celeste en valores faciales en 1, 2, 3, 5, 10, 20, 50, 100 y 500 céntimos.
Su figura es la misma. En el centro de la estampilla estrella rodeada de una roseta con 80 radios duales y sobre ella un número de valor. Composición concluye con círculo en azul fuerte con 22 pentágonos blancos asteriscos (acuerdo al número de cantones suizos). En las esquinas del diseño como símbolo de la rapidez en la entrega de correo cuatro ruedas de trenes con alas en un marco geométrico, motivo prestado de la estampilla noruega “Posthorn” (corneta de posta) de 1872. Los nombres de los países y cualquier inscripciones excepto números sin evaluar. J. Durussel fue artista grabador de la serie. Papel común, filigrana - “cruz en el oval”.

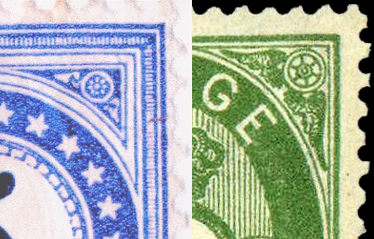
Sellos suizos (1878) y noruegos (1872) comparativamente.

En todas las estampillas de la serie, excepto la estrella radiante, falta el elemento central, la estrella radiante, y el monto se disponen simplemente en el círculo contra el fondo blanco. Sin embargo, en la única estampilla hallada de 5 céntimos, como las estampillas discutidas, se imprimió contra el fondo una estrella radiante. El ejemplar de cinco-céntimos posee una cancelación - la impresión del sello postal de villa Bissegg. En el momento de la venta de la estampilla su población era de unas 200 personas. Ahora Bisseg se llena de varios villorrios adyacentes en la comuna Amlikon-Bissegg del cantón de Turgovia en el extremo noreste del país.
Al presente se conoce sólo un ejemplar similar, que equipara a las otras dos estampillas - el sueco amarillo “Gul tre skilling banco” (Tre Skilling) y la “British Guiana” (1 centavo magenta de Guyana Británica). Pero, a diferencia de ellas, este ejemplar fue descubierto por casualidad después de 101 años después de editarse. Así tan larga espera no tiene precedentes en el mundo filatélico.